# Petyr Bałow
Petyr Bałow (bg. Петър Балов; ur. 23 kwietnia 1959) – bułgarski zapaśnik walczący w stylu klasycznym. Brązowy medalista mistrzostw świata w 1983; czwarty w 1981. Mistrz Europy w 1982 i trzeci w 1984. Trzeci na uniwersjadzie w 1981 roku.